# Pieter van Winter
Pieter van Winter, född den 16 februari 1745 i Amsterdam, död där den 23 april 1807, var en nederländsk diktare och köpman. Han var son till Nicolaas Simon van Winter i dennes första äktenskap med Johanna Muhl.
van Winter skrev en versifierad översättning av Popes "Essay on man" (1797) med mera. 